# 국제 농업 개발 기금

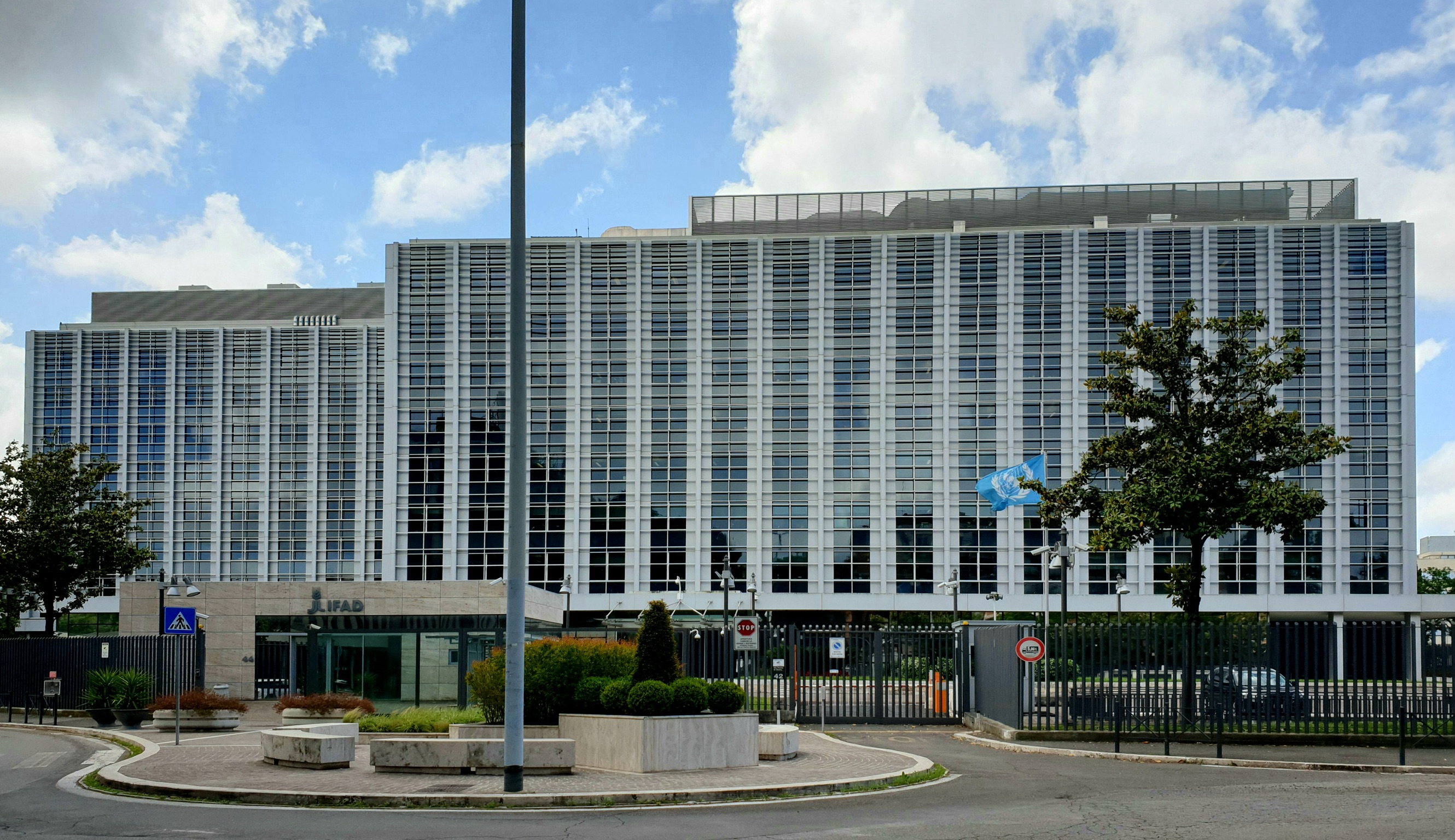

국제 농업 개발 기금(國際農業開發基金, International Fund for Agricultural Development, IFAD)은 개발도상국의 농업개발 및 식량생산증대 촉진, 이를 위한 융자 및 보조금 지원하기 위하여 유엔의 전문 기관으로 1977년에 국제 금융 기관으로 설립되었다. 이것은 1974년에 개최된 《세계식량회의》에서 거둔 주요 성과 중의 하나였다. 164개국으로 구성되어 있으며 연1회의 정기총회를 개최하고 있다. 본부는 이탈리아 로마에 있다. 대한민국은 1989년 3월 설립되었다.

## 설립 연혁
1974년 세계식량회의(WFC)의 결의에 의거하여 1977년 12월 11일 창립되었다.

## 설립 목적
유엔 전문기구로서 개도국의 농업개발 계획에 대한 재정 지원이 목적이다.

## 조직
- 회원국 : 164개국
- 총회(Governing Council) : 매년 1월 개최
- 집행이사회 (Executive Board) : 18개 정이사국 및 18개 교체이사국으로 구성 (이사국 임기: 3년)

## 주요 사업
회원국 중 선진국과 산유국은 IFAD 기금의 재원을 충당할 의무를 갖는 한편, 피 원조국들은 IFAD 회원국이긴하나, 재원 충당에 기여는 할 수 있어도 이를 의무로 하지는 않는다. IFAD의 기금은 개도국의 농업개발 재원대출, 기술지원 보조프로그램 지원 등의 사업을 통해 개발도상국의 식량생산을 높이고, 가난하거나 땅이 없는 농부들에게는 일감을 주고, 세계적으로 영양실조에 걸린 사람의 수를 줄이기 위해 사용된다.
개도국의 농업발전을 위하여 양허조건(Concessional Terms)으로 제공될 수 있는 추가재원을 동원하여 수혜국의 식량생산체제의 개선, 확대 및 관련정책을 강화하기 위한 사업계획에 우선적으로 융자를 제공하고 있다.
대출의 종류로는 ① 무이자, 거치기간 10년을 포함하여 상환기간 50년, 수수료 1%의 초 소프트론 ② 금리 4%, 거치기간 5년을 포함하여 상환기간 15∼20년의 중간적 융자 ③ 금리 8%, 거치기간 3년을 포함한 상환기간 10∼15년의 하드론 등이 있다.
IFAD는 농촌의 빈곤을 타파와 빈곤 국가 개발에 헌신을 했다. 세계 빈촌층의 75%가 개발도상국의 농촌 지역에서 거주하고 있다. 공식적인 개발 원조의 4%만이 농촌에 투입되고 있다. IFAD의 정책적 전략에 대한 자세한 내용은 전략 프레임 워크 2007 - 2010에서 잘 나타난다. 즉, 가난을 극복하고 농촌을 활성화시킨다.

## 한국과의 관계
- 1978년 1월 창설 회원국으로 가입하였다.
- 한국은 정이사국(1987-1989년, 1994년)과 교체이사국(1981-1983, 1995-1996년)을 역임하였다.
- 한국의 기여금 규모
  - 창립 기금 : 1977년 11월, 20만불 (0.02%)
  - 1차 기금 : 1981-1983년, 29만불 (0.02%)
  - 2차 기금 : 1984-1986년, 30만불 (0.06%)
  - 3차 기금 : 1987-1990년, 200만불 (0.35%)
  - 4차 기금 : 1995-1997년, 250만불 (0.58%)
  - 5차 기금 : 2001-2003년, ?만불
- IFAD의 대북지원
  - 양잠업개발사업(1995년 승인), 축산 및 곡물개발사업(1997년 승인), 북한 고지대 식량안보사업 등 시행

## 같이 보기
- 식량 안전 보장